# Мбо Пелиенг а Нче
Мбо Пелиенг аНче (Бопе Пеленге аНее) (*д/н — бл. 1776) — 16-й н'їм (володар) держави Куба в 1765—1776 роках.

## Життєпис
Посів трон близько 1765 року після смерті четвертого брата Міше Пелиенг аНче. Розпочав з реформи з централізації. З цією метою намагався уніфікувати усі культи, запровадивши єдиний для усієї Куби, в основі якого було поклоніння духам правлячої династії. Запроваджував єдині святка та церемонії, намагаючись цим поєднани різні племена в єдиний нарід. Відбувалося перенесення культів до столиці та запровадження замість них нових культових місць, де уславився н'їм через власні сакральні фігури (ндоп).
При цьому відмовився від активної зовнішньої політики, зосередивши увагу на обороні кордонів, розвитку ремісництва та торгівлі. Помер близько 1776 року. Трон посів його небіж Кото аМбулу.